# Savenay

Localització de Savenay

Savenay (en bretó Savenneg) és un municipi francès, situat a la regió de país del Loira, al departament de Loira Atlàntic, que històricament va formar part de la Bretanya. L'any 2006 tenia 6.899 habitants. Limita amb Campbon, La Chapelle-Launay, Lavau-sur-Loire, Bouée, Malville i Bouvron.

## Demografia
| Evolució de la població Cassini i INSEE |       |       |       |       |      |       |       |       |
| 1793                                    | 1800  | 1806  | 1821  | 1831  | 1836 | 1841  | 1846  | 1851  |
| 1 543                                   | 1 814 | 1 664 | 1 845 | 1 848 | -    | 2 227 | 2 299 | 2 381 |

| 1856  | 1861  | 1866  | 1872  | 1876  | 1881  | 1886  | 1891  | 1896  |
| ----- | ----- | ----- | ----- | ----- | ----- | ----- | ----- | ----- |
| 2 680 | 2 803 | 2 879 | 2 720 | 2 902 | 3 047 | 3 319 | 3 272 | 3 172 |

| 1901  | 1906  | 1911  | 1921  | 1926  | 1931  | 1936  | 1946  | 1954  |
| ----- | ----- | ----- | ----- | ----- | ----- | ----- | ----- | ----- |
| 3 115 | 3 206 | 3 264 | 3 191 | 3 223 | 3 242 | 3 212 | 3 705 | 3 896 |

| 1962  | 1968  | 1975  | 1982  | 1990  | 1999  | 2006 | 2011 | 2016 |
| ----- | ----- | ----- | ----- | ----- | ----- | ---- | ---- | ---- |
| 4 134 | 4 317 | 5 046 | 5 679 | 5 314 | 5 883 | -    | -    | -    |

| 2019 | - | - | - | - | - | - | - | - |
| ---- | - | - | - | - | - | - | - | - |
| -    | - | - | - | - | - | - | - | - |

## Administració
| Període   | Identitat           | Partit |
| --------- | ------------------- | ------ |
| 1995-2008 | Jean-Claude Le Gall | PS     |
| 2008-     | André Klein         |        |

## Galeria d'imatges

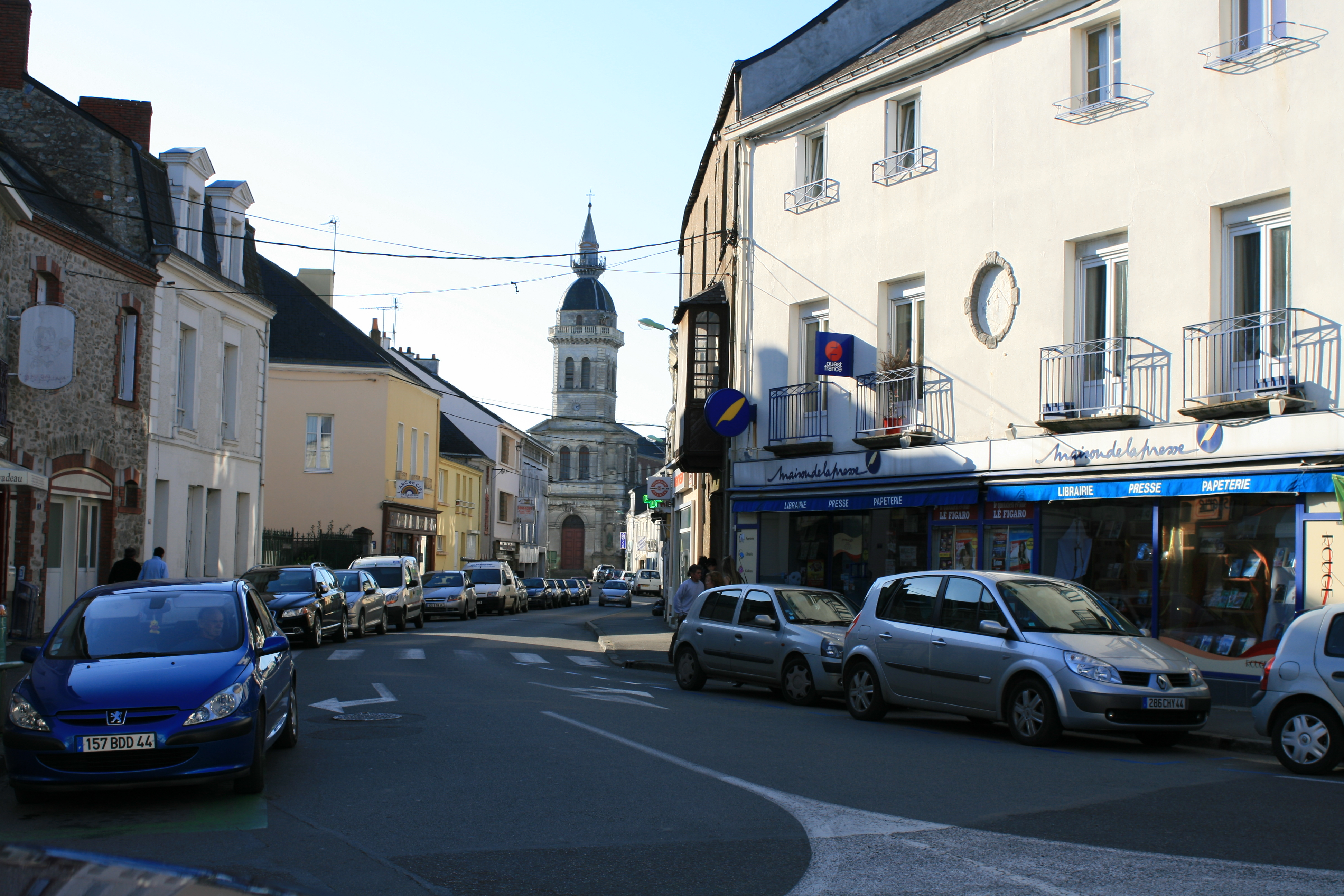
Comerç de la ciutat
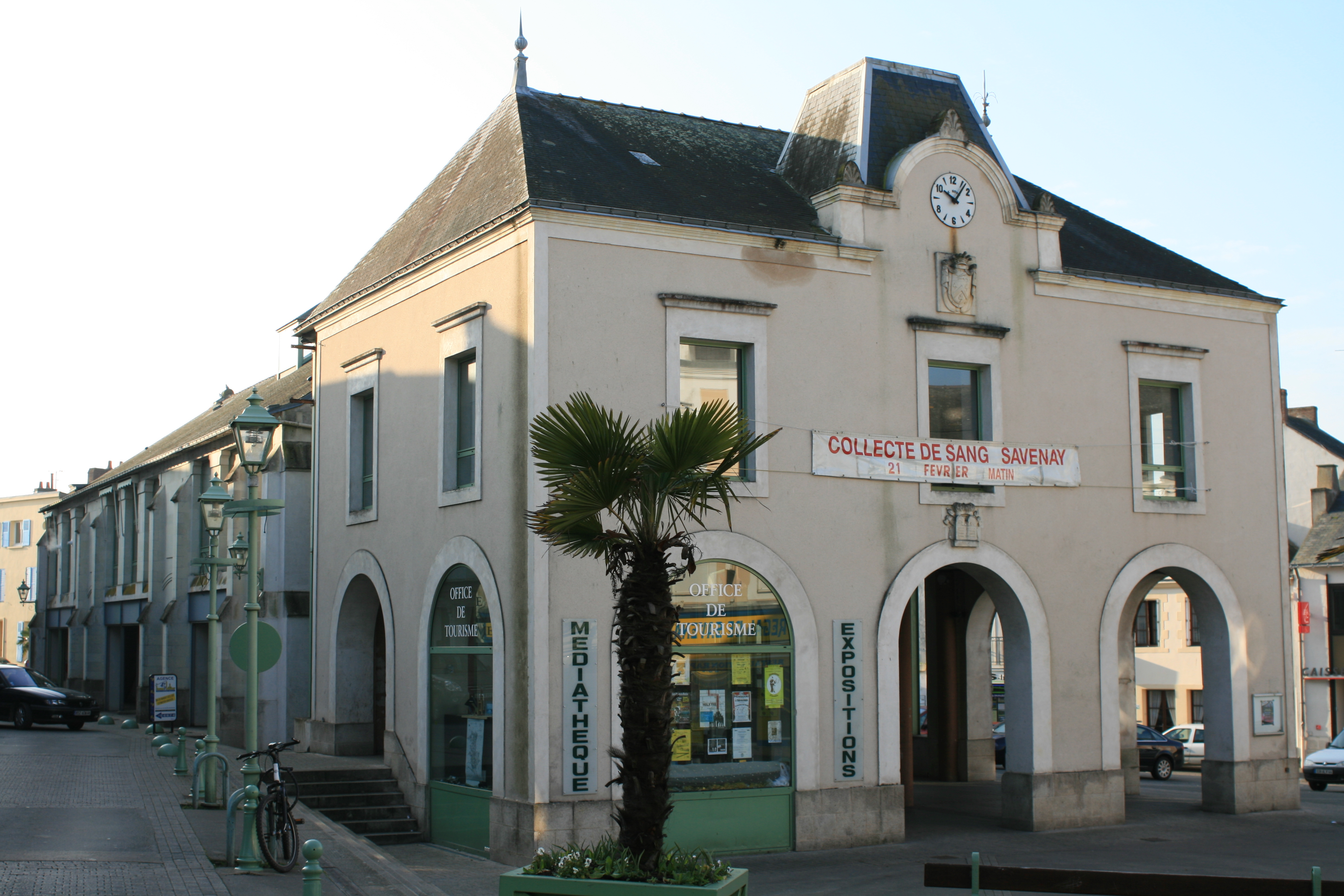
Alcaldia
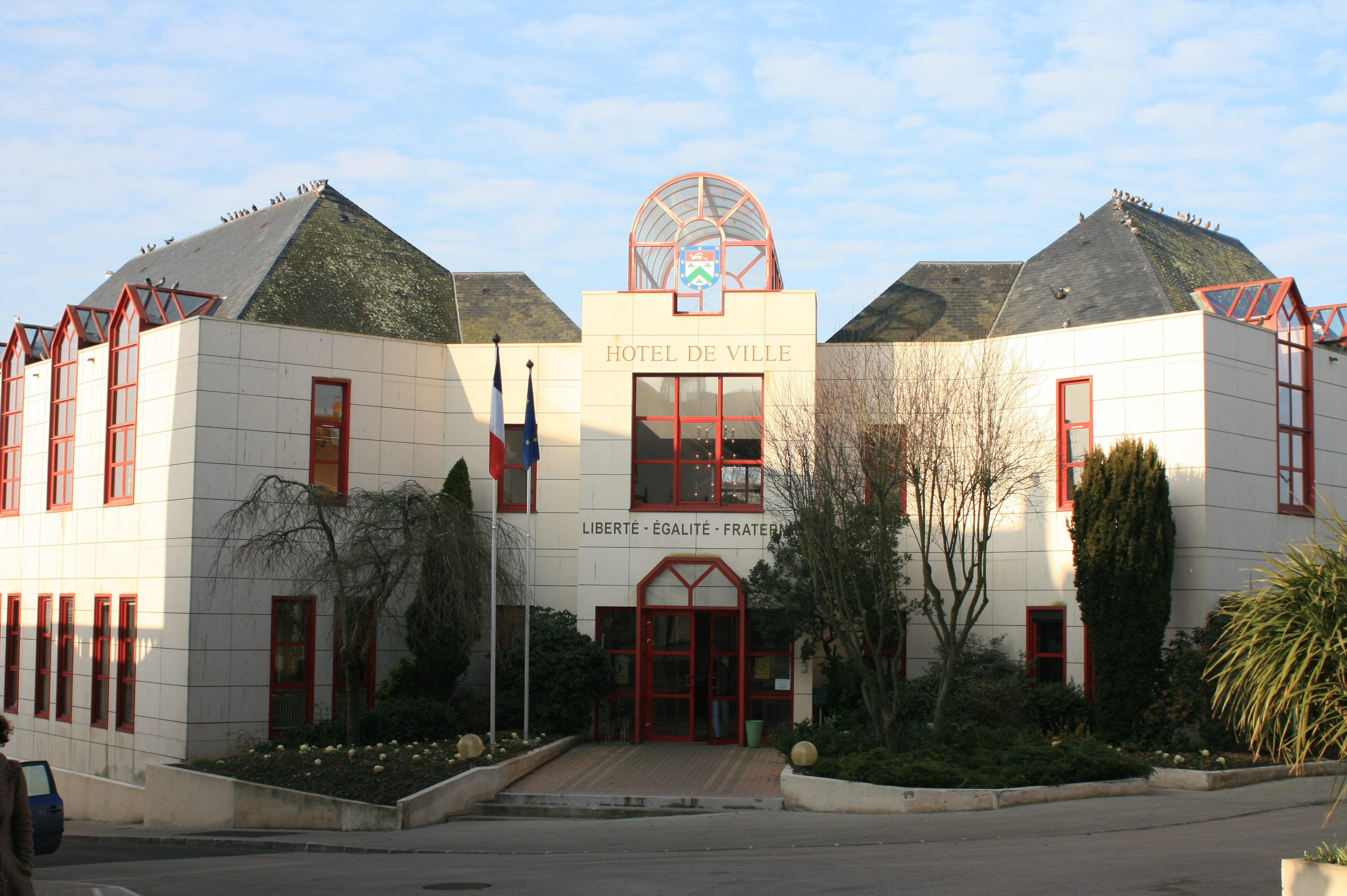
Ajuntament
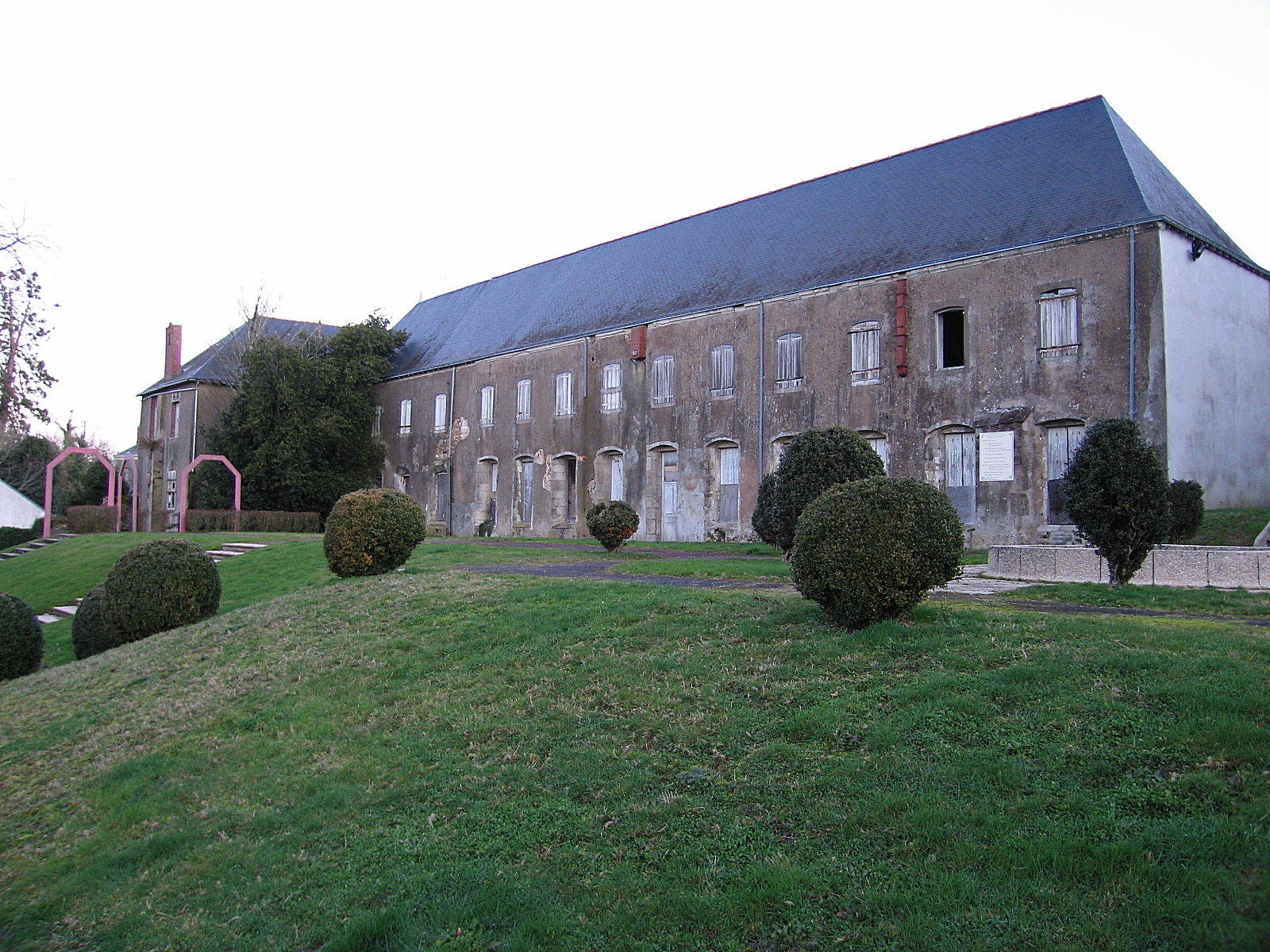
Antic convent dels Cordeliers